# Paraí
Paraí là một đô thị thuộc bang Rio Grande do Sul, Brasil. Đô thị này có diện tích 120,418 km², dân số năm 2007 là 6577 người, mật độ 54,62 người/km².